# جوليو سيكوني
جوليو سيكوني (بالإيطالية: Giulio Ciccone )‏ (و. 1994  م) هو راكب دراجة هوائية إيطالي، ولد في كييتي، شارك في طواف فرنسا 2019.

## سجل الفوز

### سباقات أو مراحل فاز بها
| التاريخ        | السباق                            | المركز                                                                       |
| -------------- | --------------------------------- | ---------------------------------------------------------------------------- |
| 29 أغسطس 2015  | تور دي أفينير 2015                | السادس في التصنيف العام، الثامن في تصنيف الجبال                              |
| 31 يوليو 2016  | طواف الدنمارك 2016                | الثالث في تصنيف أفضل شاب                                                     |
| 08 يوليو 2017  | طواف النمسا 2017                  | السادس في التصنيف العام، السابع في تصنيف الجبال، الثامن في تصنيف النقاط      |
| 06 أغسطس 2017  | طواف يوتا 2017                    | الثاني في تصنيف الجبال، السادس في التصنيف العام                              |
| 25 أغسطس 2017  | Pro Ötztaler 5500 2017            | الثالث في التصنيف العام                                                      |
| 25 فبراير 2018 | طواف أبو ظبي 2018                 | الثالث في تصنيف أفضل شاب                                                     |
| 25 مارس 2018   | كوبي وبارتالي 2018                | العاشر في التصنيف العام، الخامس في تصنيف الجبال، الثامن في تصنيف النقاط      |
| 20 أبريل 2018  | جيرو ديل ترينتينو 2018            | السادس في تصنيف الجبال، التاسع في التصنيف العام                              |
| 22 أبريل 2018  | جيرو أبنينس 2018                  | الفائز في التصنيف العام                                                      |
| 27 مايو 2018   | طواف إيطاليا 2018                 | العاشر في تصنيف أفضل شاب، الثاني في تصنيف الجبال                             |
| 03 يونيو 2018  | غران بريمو دي لوغانو 2018         | السابع في التصنيف العام                                                      |
| 16 سبتمبر 2018 | أوكولو سلوفينسكا 2018             | الأول في تصنيف الجبال                                                        |
| 02 يونيو 2019  | طواف إيطاليا 2019                 | الأول في تصنيف الجبال، المرتبة 16 في التصنيف العام، الخامس في تصنيف أفضل شاب |
| 16 فبراير 2020 | تروفيو لايقويليا 2020             | الفائز في التصنيف العام                                                      |
| 05 فبراير 2023 | فولتا لا كومونيتات فالنسيانا 2023 | الأول في تصنيف النقاط، الثاني في التصنيف العام، الثالث في تصنيف الجبال       |
| 11 يونيو 2023  | سباق دوفين للدراجات 2023          | الأول في تصنيف الجبال                                                        |
| 23 يوليو 2023  | طواف فرنسا 2023                   | الأول في تصنيف الجبال                                                        |

## روابط خارجية
- جوليو سيكوني على موقع الاتحاد الدولي للدراجات (الإنجليزية)
- جوليو سيكوني على موقع أرشيف الدراجات (الإنجليزية)
- جوليو سيكوني على موقع إحصائيات الدراجات الإحترافية (الإنجليزية)
- جوليو سيكوني على موقع نسبة الدراجات (الإنجليزية)
- جوليو سيكوني على موقع CycleBase (الإنجليزية)
- جوليو سيكوني على موقع اللجنة الأولمبية الدولية (الإنجليزية)
- جوليو سيكوني على موقع أوليمبيديا (الإنجليزية)
- جوليو سيكوني على موقع اللجنة الأولمبية الإيطالية (الإيطالية)